# Мальта на летних Олимпийских играх 1948
Мальта принимала участие в Летних Олимпийских играх 1948 года в Лондоне (Великобритания), но не завоевала ни одной медали. Страну представлял один спортсмен в возрасте 23 лет — Нестор Джаконо, старейший мальтийский олимпиец, умер в мае 2014 года.

## Лёгкая атлетика
| Спортсмен      | Вид        | Забег     | Забег | Четвертьфинал | Четвертьфинал | Полуфинал     | Полуфинал     | Финал         | Финал         |
| Спортсмен      | Вид        | Результат | Место | Результат     | Место         | Результат     | Место         | Результат     | Место         |
| -------------- | ---------- | --------- | ----- | ------------- | ------------- | ------------- | ------------- | ------------- | ------------- |
| Нестор Джаконо | 100 метров | 11,3      | 5     | Не участвовал | Не участвовал | Не участвовал | Не участвовал | Не участвовал | Не участвовал |